# Choreografie
Choreografie oder Choreographie (von altgriechisch χορεία „Tanzen, Tanz“ und -graphie) bezeichnet heute das Erfinden und Einstudieren von Bewegungen, meist in Zusammenhang mit Tanz. Eine Choreografie wird ebenso wie eine musikalische Komposition als Kunstwerk betrachtet. Sie reicht vom kurzen Solo- oder Showtanz (z. B. Michel Fokines Der sterbende Schwan, 1907) bis hin zur mehrstündigen Inszenierung eines Tanztheaterstückes mit vielen Darstellern und einer komplexen Handlung.
Ein Choreograf ist der kreative Gestalter einer Choreografie. Er ist gleichzeitig Erfinder und Regisseur des Stückes und repräsentiert somit im Vergleich zum Schauspiel gleichermaßen die Rolle von Autor und Regisseur. Aus dieser Doppelfunktion ergeben sich komplexe urheberrechtliche Fragen. In Oper, Schauspiel und Musical arbeitet der Choreograf meist mit übergeordneten Regisseuren zusammen.

## Geschichte
Der Begriff Choreografie beschrieb ursprünglich die Notation der Bewegungen des Chores im Griechischen Drama und wurde später zu einer Bezeichnung jeglicher Form der Aufzeichnung von Tanzbewegungen ausgeweitet.
Für Jean Georges Noverre (1727–1810) war ein „chorégraphe“ noch derjenige, der Tanzbewegungen schriftlich festhalten will, und dies war eher abschätzig gemeint. Zeitgleich entwickelte sich ein Ballett-Repertoire, das auch auf andere Ballettkompanien übertragbar war, aber ohne schriftliche Zeugnisse auskam. Der lehrende Tanzmeister schrieb diese Ballette also gleichsam direkt in die Körper ein. Diesen Vorgang bezeichnet man bis heute als Choreografie: die Komposition von Bewegungen beim Tanz, im erweiterten Sinne auch jedes Inszenieren von Bewegungsabläufen. Die schriftliche Aufzeichnung von Tanzbewegungen hingegen wird heute als Tanznotation bezeichnet. In der praktischen Wiederaufnahme von älteren Werken spielt die Tanznotation jedoch kaum eine Rolle. Trotz der heute üblichen Existenz von Videoaufnahmen früherer Aufführungen werden die Choreografien meist von ehemaligen Tänzern/Assistenten in einem Prozess von Zeigen und Lernen weitergegeben. Choreografie zählt somit kommunikationstheoretisch zu den wenigen Kommunikationsformen, in denen Überlieferung in der heutigen Praxis noch zentrale Bedeutung zukommt.
Seit den avantgardistischen Strömungen um 1900 hat sich der Bühnentanz von der Forderung nach einer Handlung gelöst, die ihn seit dem 18. Jahrhundert vom Gesellschaftstanz abgrenzte. Tanz kann seither wieder ganz abstrakt sein, in reiner Form ohne konkreten Inhalt, wie beispielsweise bei George Balanchine zu finden. Der zeitgenössische Tanz unterscheidet nicht primär zwischen erzählenden, assoziativen und abstrakten Inszenierungen. Sehr oft hat Tanztheater jedoch einen Inhalt, der als Originalwerk vom Choreografen konzipiert sein kann, wie häufig bei Ausdruckstanz und Modern Dance der Fall, oder auf eine literarische Vorlage zurückgeht wie die Choreografien nach Bühnenstücken von John Cranko (Romeo und Julia, Stuttgart 1962) und Tom Schilling (Undine, Berlin 1972; Schwarze Vögel, Berlin 1974; Ein neuer Sommernachtstraum, Berlin 1984). Der Moderne Tanz konnte sich bis zur Wiedervereinigung in beiden Teilen Deutschlands zu einer wegbestimmenden und vielfältigen Kunstform entwickeln.

## Verhältnis zur Musik
Der Choreograf wählt entweder eine zu seinen Ideen passende Begleitmusik oder lässt sich in seiner Arbeit von einem bestimmten musikalischen Werk inspirieren. Letzteres findet sich u. a. bei John Neumeier (Mahlers Dritte Symphonie und Bachs Matthäuspassion) und Uwe Scholz (Haydns Schöpfung).
Eine dritte Möglichkeit ist die Zusammenarbeit mit einem Komponisten, der neue Musik eigens für ein bestimmtes Tanzstück schreibt. Auch dies findet sich bei Neumeier (Odyssee – Ballett, mit dem griechischen Komponisten George Couroupos), wie auch bei Bernd Schindowski (Gilgamesch-Epos – mit Stefan Heucke), Frederick Ashton (Undine – mit Hans Werner Henze), Sergei Pawlowitsch Djagilew (Der Feuervogel – Ballett, mit Igor Strawinsky) und Michel Fokine.
Gleichzeitig spielte auch stets die Abgrenzung von der Musik in Form des Tanzens zu Geräuschcollagen oder gesprochenen Texten eine Rolle, so bereits im Ausdruckstanz, dann auch im zeitgenössischen Tanz. Auch völlige Stille kommt aufgrund ihrer starken emotionalen Bedeutung als Ehrfurcht hervorrufendes, sowohl Spannung als auch Entspannung förderndes Mittel und somit Pendant der Musik in Choreografien immer wieder zur Anwendung.